# Епопей
Епопей (грец. Εποπέας)
- владар Сікіону, син Алоея (варіант: Посейдона й Канаки) та батько Марафону. Прийняв дочку фіванського володаря Ніктея Антіопу, коли вона, завагітнівши від Зевса, втекла з дому, і одружився з нею;

- володар острова Лесбос, що збезчестив власну доньку, прекрасну Ніктілену, яку Афіна, щоб урятувати від ганьби, обернула на сову.